# Тарасов, Василий Владимирович
Васи́лий Влади́мирович Тара́сов (род. 19 февраля 1964, Саратов, РСФСР) — полковник ВС РФ, участник Афганской войны, Герой Российской Федерации (1996).

## Биография
Родился 19 февраля 1964 года в Саратове. Русский.
В 1981 году поступил на службу в Вооружённые Силы СССР. В 1985 году окончил Саратовское высшее военное авиационное училище лётчиков, после проходил службу в вертолётных частях погранвойск, с 1985 года — старший лётчик-штурман вертолёта Ми-8.
Участник Афганской войны.
С 1989 года служил в 23-м отдельном авиационном полку Среднеазиатского пограничного округа: командир вертолёта, с 1991 года — старший командир вертолёта, с 1992 года — командир звена, с 1995 года — командир эскадрильи. С 1990 года — в составе авиации Группы ФПС России в Таджикистане, активно участвовал в боевых действиях на таджико-афганской границе. Общий боевой налёт в 1990—1995 годах — 2700 часов, совершил свыше 400 боевых вылетов.
11 апреля 1995 года майор Тарасов вылетел на окружённую боевиками погранзаставу «Ванч» Калай-Хумбского пограничного отряда, где огнём бортового вооружения Ми-8 уничтожил две огневые точки врага, под ответным огнём совершил посадку и выгрузил боеприпасы. При взлёте вертолёт был обстрелян и получил повреждения, но Тарасов привёл повреждённый вертолет на аэродром.
29 сентября 1995 года в районе Шурабада на участке Московского погранотряда вылетел на помощь попавшей в засаду мотоманевренной группе, уничтожил склад боеприпасов и переправу боевиков, и в тот же день совершил повторный вылет на помощь той же группе, уничтожив два миномёта и пулемётную точку боевиков.
7 апреля 1996 года на участке 14-й пограничной заставы Московского пограничного отряда прикрывал огнём эвакуацию саперной группы и рассеял группу боевиков.
Указом Президента Российской Федерации № 1251 от 23 августа 1996 года за мужество и героизм, проявленные при выполнении специальных заданий командования в условиях, сопряженных с риском для жизни, подполковнику (по другим данным — на тот момент майору) Тарасову Василию Владимировичу присвоено звание Героя Российской Федерации с вручением медали «Золотая звезда» (№ 337).
Продолжает службу в управлении авиации ФСБ России. В 2001 году окончил Военно-воздушную академию имени Ю. А. Гагарина.
Награждён орденами Красной Звезды, Мужества, медалями «За боевые заслуги», «За отличие в охране государственной границы», «Нестерова», «За укрепление боевого содружества», знаками «70 лет Пограничных войск», «За службу в Таджикистане», «За заслуги в пограничной службе» I и II степеней.